# Hrabstwo Jefferson (Oregon)
Hrabstwo Jefferson (ang. Jefferson County) – hrabstwo w stanie Oregon w Stanach Zjednoczonych. Obszar całkowity hrabstwa obejmuje powierzchnię 1791,17 mil² (4639,11 km²). Według szacunków United States Census Bureau w roku 2009 miało 19 959 mieszkańców.
Hrabstwo powstało w 1914 roku. 

## Miasta[4]
- Culver
- Madras
- Metolius

## CDP[4]
- Camp Sherman
- Warm Springs